# スカイアップ航空
スカイアップ航空（スカイアップこうくう、ウクライナ語: Авіакомпанія Скайап、英: SkyUp Airlines）は、ウクライナの格安航空会社である。

## 概要
2016年に設立され、2018年5月21日より運航を開始した。ウクライナの首都キーウにあるボルィースピリ国際空港を拠点としており、就航先は中東や北アフリカ、東欧、南欧の都市である。
2022年からのロシアによるウクライナ侵攻を受けてウクライナ上空の民間機飛行禁止により、スカイアップ航空を含むウクライナの航空会社は国外リースやチャーター便の運航で経営を維持した。
2025年4月18日、モルドバのキシナウ空港からパリとリスボンを往復する便の運航を再開した。現地メディアによると、ウクライナの航空会社がロシア侵攻後に自社の路線を再開させるのは初めてである。

## 保有機材

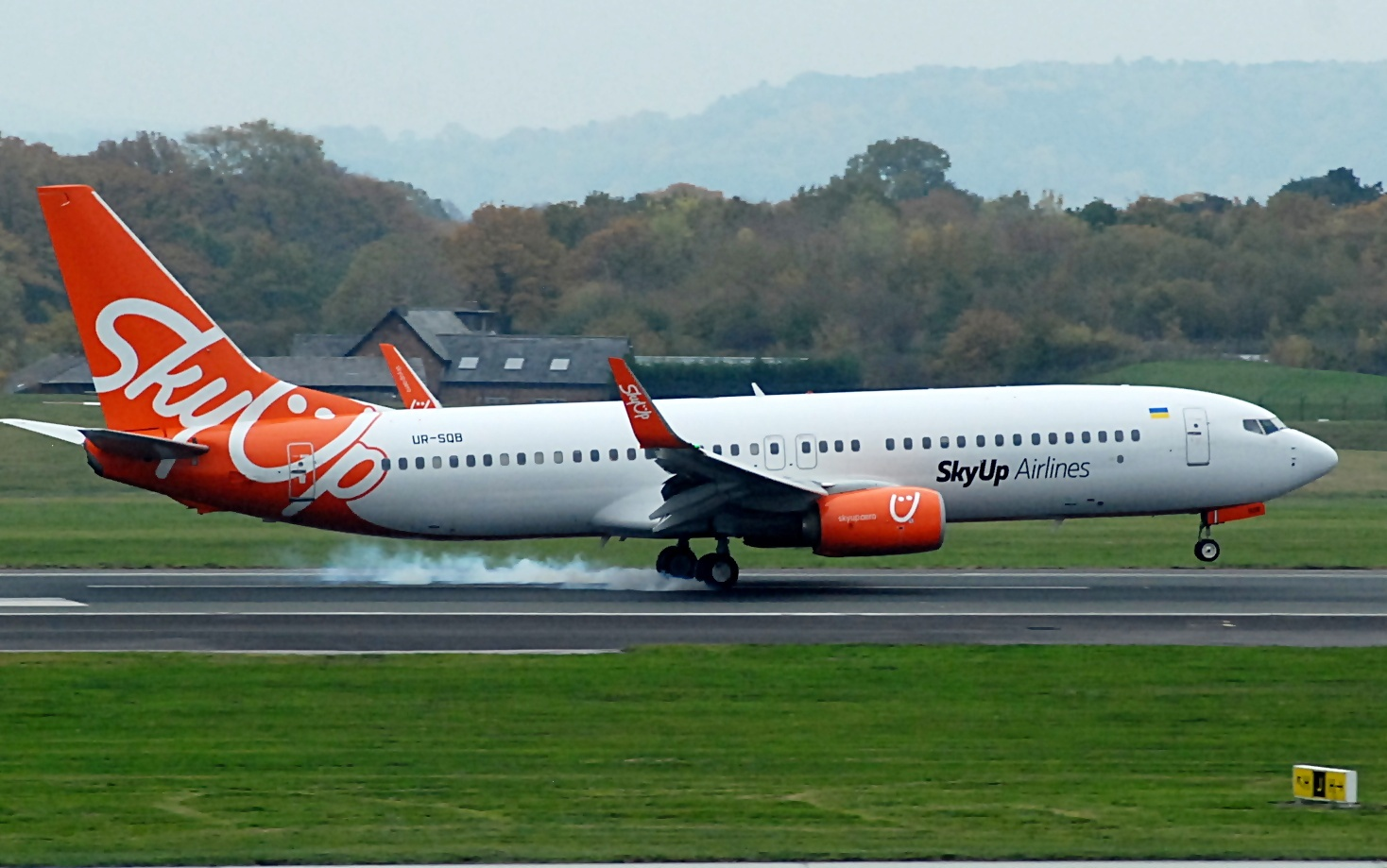
スカイアップ航空 ボーイング737-800型機

| ボーイング737-700     | 2 | —  | 149    | 1機はFCシャフタール・ドネツクのデザイン |  |  |
| ボーイング737-800     | 6 | 1  | 189    |                                         |  |  |
| ボーイング737-900ER   | — | 4  | 215    | 2019年後半以降受領                      |  |  |
| ボーイング737 MAX8型  | — | 2  | 未発表 | 2023年以降受領                          |  |  |
| ボーイング737 MAX10型 | — | 3  | 未発表 | 2023年以降受領                          |  |  |
| 合計                  | 8 | 10 |        |                                         |  |  |

## 就航都市

### 国際線
- キシナウ
- パリ
- リスボン
- フランクフルト(2025年10月13日より就航予定)[6]